# 秋田県
秋田県（あきたけん、旧字体・異体字：秋田縣・穐田縣・龝田縣）は、日本の東北地方に位置する県。県庁所在地は秋田市。

## 地理・地域

### 位置
- 日本、東北地方の北西部に位置する。
- 隣接都道府県： 青森県 - 岩手県 - 山形県 - 宮城県

### 地形
- 山地：奥羽山脈（八幡平、秋田駒ヶ岳、栗駒山）、出羽山地、真昼山地（和賀山塊）、太平山地（太平山）、白神山地、笹森丘陵、（鳥海山）
- 平野：秋田平野、能代平野、本荘平野
- 盆地：大館盆地、鷹巣盆地、花輪盆地、横手盆地
- 半島：男鹿半島
- 河川：米代川、雄物川、子吉川
- 湖沼：十和田湖、田沢湖、八郎潟残存湖、太平湖

### 自然公園
- 国立公園：十和田八幡平国立公園
- 国定公園：男鹿国定公園、鳥海国定公園、栗駒国定公園
- 県立自然公園：真木真昼県立自然公園（大仙市、美郷町）、田代岳県立自然公園（大館市）、きみまち阪県立自然公園（能代市）、八森岩館県立自然公園（八峰町）、秋田白神県立自然公園（八峰町、藤里町）、田沢湖抱返り県立自然公園（仙北市）、森吉山県立自然公園（北秋田市）、太平山県立自然公園（秋田市、上小阿仁村、五城目町）

### 気候
秋田県は日本海に面しており、気候区分は日本海側気候に分類される。日本海側気候の中でも秋田県の特徴として沿岸部の冬季の降水量はそれほど多くないが、日照時間が極端に少ないことが挙げられる。
内陸部では低温のため、同じ日本海側の山形県や新潟県と同様に県内陸部のおよそ90%の地域が特別豪雪地帯に指定されており、雪が多く降り積もりやすい県である。冬季間の日照時間は全都道府県の中で最も少ない。そのため、朝晩の放射冷却現象が起こらず（鹿角市と仙北市などの内陸部を除く）、特に日本海側沿岸部などは北関東よりも朝の気温が高いことも多いなど緯度の割には温暖であり日較差が非常に小さいのが特徴である。内陸部の一部はケッペンの気候区分による亜寒帯湿潤気候（Dfa,Dfb）となり、寒さが厳しい。また、秋田沖付近に発生する暖流の突発的な大気潮汐によって生み出された寒冷渦や極低気圧からもたらされる暴風雪や「ドカ雪」と呼ばれる豪雪がしばし見られることもある(但し秋田市を含む沿岸部の雪は、内陸部や山間部に比べれば少ない)。
一方で、夏季は高温多湿でどんよりとしており梅雨明けのないまま秋を迎えることも珍しくない。しかしながら、太平洋側から吹く季節風は奥羽山脈の山々に遮られ、フェーン現象が発生することがある。太平洋側に冷害をもたらすと言われるやませも高温乾燥した風となり、県内陸部中央から県内陸南部では気温が上昇し真夏日や猛暑日になることもある。特に仙北市周辺では、この風が豊作をもたらすとして「宝風」と吟われる（生保内節）。
| 平年値 （月単位） | 平年値 （月単位） | 日本海側沿岸部 | 日本海側沿岸部 | 日本海側沿岸部 | 日本海側沿岸部   | 日本海側沿岸部   | 日本海側沿岸部   | 日本海側沿岸部   | 日本海側沿岸部    | 日本海側沿岸部   | 日本海側沿岸部   | 日本海側沿岸部  | 日本海側沿岸部 | 北東部内陸    | 北東部内陸    | 北東部内陸      | 北東部内陸  |
| 平年値 （月単位） | 平年値 （月単位） | 八峰町 八森    | 能代           | 大潟           | 男鹿             | 五城目           | 秋田             | 秋田市 岩見三内  | 秋田市 雄和       | 秋田市 大正寺    | 由利本荘市 本荘  | 由利本荘市 矢島 | にかほ市 象潟  | 北秋田市 鷹巣 | 北秋田市 脇神 | 北秋田市 阿仁合 | 大館        |
| ----------------- | ----------------- | -------------- | -------------- | -------------- | ---------------- | ---------------- | ---------------- | ---------------- | ----------------- | ---------------- | ---------------- | --------------- | -------------- | ------------- | ------------- | --------------- | ----------- |
| 平均 気温 (℃)     | 最暖月            | 23.9 (8月)     | 24.1 (8月)     | 23.6 (8月)     | 23.5 (8月)       | 23.7 (8月)       | 24.5 (8月)       | 23.7 (8月)       |                   | 23.6 (8月)       | 24.1 (8月)       | 24.5 (8月)      | 24.9 (8月)     | 23.5 (8月)    |               | 23.0 (8月)      | 23.2 (8月)  |
| 平均 気温 (℃)     | 最寒月            | 0.4 (1月)      | -0.2 (2月)     | -0.3 (1月)     | -0.5 (1月)       | -1.1 (1月)       | 0.0 (1月)        | -1.5 (1月)       |                   | -1.2 (1月)       | 0.5 (1月)        | -0.4 (1月)      | 2.1 (1,2月)    | -1.2 (1月)    |               | -2.4 (1月)      | -2.5 (1月)  |
| 降水量 (mm)       | 最多月            | 167.3 (7月)    | 161.9 (6月)    | 161.5 (8月)    | 170.4 (8月)      | 175.9 (8月)      | 183.5 (11月)     | 233.4 (7月)      |                   | 209.4 (11月)     | 211.7 (12月)     | 270.6 (11月)    | 188.5 (7月)    | 203.5 (7月)   |               | 236.1 (8月)     | 210.5 (7月) |
| 降水量 (mm)       | 最少月            | 58.3 (2月)     | 76.0 (3月)     | 62.5 (2月)     | 72.0 (2月)       | 78.8 (3月)       | 84.0 (2月)       | 111.7 (3月)      |                   | 101.9 (3月)      | 101.0 (3月)      | 117.5 (5月)     | 93.9 (3月)     | 86.5 (2月)    |               | 111.3 (3月)     | 72.5 (2月)  |
| 平年値 （月単位） | 平年値 （月単位） | 北東部内陸     | 北東部内陸     | 北東部内陸     | 仙北・南東部内陸 | 仙北・南東部内陸 | 仙北・南東部内陸 | 仙北・南東部内陸 | 仙北・南東部内陸  | 仙北・南東部内陸 | 仙北・南東部内陸 |                 |                |               |               |                 |             |
| 平年値 （月単位） | 平年値 （月単位） | 鹿角           | 鹿角市 湯瀬    | 鹿角市 八幡平  | 仙北市 田沢湖    | 仙北市 角館      | 大仙市 大曲      | 横手             | 由利本荘市 東由利 | 湯沢             | 湯沢市 湯ノ岱    |                 |                |               |               |                 |             |
| 平均 気温 (℃)     | 最暖月            | 22.8 (8月)     | 22.1 (8月)     | 19.9 (8月)     | 23.0 (8月)       | 24.0 (8月)       | 24.0 (8月)       | 24.4 (8月)       | 23.7 (8月)        | 23.7 (8月)       | 22.4 (8月)       |                 |                |               |               |                 |             |
| 平均 気温 (℃)     | 最寒月            | -3.1 (1月)     | -3.0 (2月)     | -5.1 (1月)     | -3.0 (1月)       | -2.0 (1月)       | -2.0 (1月)       | -1.8 (1月)       | -1.4 (1月)        | -1.8 (1月)       | -2.4 (1月)       |                 |                |               |               |                 |             |
| 降水量 (mm)       | 最多月            | 165.8 (7月)    | 167.0 (8月)    | 209.8 (8月)    | 266.8 (7月)      | 234.4 (7月)      | 187.2 (11月)     | 167.8 (12月)     | 251.4 (12月)      | 172.2 (8月)      | 214.8 (8月)      |                 |                |               |               |                 |             |
| 降水量 (mm)       | 最少月            | 58.9 (2月)     | 72.8 (3月)     | 94.0 (2月)     | 94.2 (2月)       | 120.5 (3月)      | 90.1 (3月)       | 79.4 (3月)       | 121.5 (4月)       | 70.5 (3月)       | 116.8 (3月)      |                 |                |               |               |                 |             |

### 自治体
県下には、以下の13市6郡9町3村がある。秋田県では、美郷町、三種町、八峰町が「ちょう」である以外は、町はすべて「まち」、村はすべて「むら」と読む（対等合併によって誕生した町が「ちょう」を名乗る傾向がある。平成の大合併以前は、すべて「まち」と読んだ）。人口は2025年7月1日現在。
秋田周辺地域（364,614人）
- 市
  - 秋田市（県庁所在地）
  - 男鹿市
  - 潟上市
- 南秋田郡
  - 五城目町
  - 八郎潟町
  - 井川町
  - 大潟村

大曲・仙北地域（109,460人）
- 市
  - 大仙市
  - 仙北市
- 仙北郡
  - 美郷町

大館・北秋田地域（91,559人）
- 市
  - 大館市
  - 北秋田市
- 北秋田郡
  - 上小阿仁村

本荘・由利地域（90,447人）
- 市
  - 由利本荘市
  - にかほ市

横手・平鹿地域（77,450人）
- 市
  - 横手市

能代・山本地域（66,426人）
- 市
  - 能代市
- 山本郡
  - 藤里町
  - 三種町
  - 八峰町

湯沢・雄勝地域（52,143人）
- 市
  - 湯沢市
- 雄勝郡
  - 羽後町
  - 東成瀬村

鹿角地域（29,969人）
- 市
  - 鹿角市
- 鹿角郡
  - 小坂町

#### 県内の消滅した郡の一覧
- 河辺郡（2005年（平成17年）1月11日、秋田市との合併で消滅）
- 由利郡（2005年（平成17年）3月22日の由利本荘市誕生、10月1日のにかほ市誕生にともなって消滅）
- 平鹿郡（2005年（平成17年）10月1日、旧横手市との合併で消滅。2015年9月30日までは、旧町村部は地域自治区として各地域局を置く）

### 都市圏
都市雇用圏（10%通勤圏）の変遷
- 秋田新幹線の駅が設置された都市圏は太字。

| 1980年                 | 1990年                 | 1995年                 | 2000年                 | 2005年                     | 2010年                     | 2015年                     |
| ---------------------- | ---------------------- | ---------------------- | ---------------------- | -------------------------- | -------------------------- | -------------------------- |
| 秋田 都市圏 38万4718人 | 秋田 都市圏 43万5144人 | 秋田 都市圏 45万0274人 | 秋田 都市圏 45万2316人 | 秋田 都市圏 42万9178人     | 秋田 都市圏 41万2968人     | 秋田 都市圏 39万7801人     |
| 大館 都市圏 9万5521人  | 能代 都市圏 10万2767人 | 横手 都市圏 11万1887人 | 横手 都市圏 10万8286人 | 大仙 都市圏 14万8258人     | 横手 都市圏 16万8880人     | 横手 都市圏 15万6739人     |
| 能代 都市圏 9万0847人  | 大館 都市圏 9万0069人  | 能代 都市圏 9万9720人  | 大曲 都市圏 10万4840人 | 由利本荘 都市圏 11万8527人 | 大仙 都市圏 13万9543人     | 大仙 都市圏 13万0585人     |
| 横手 都市圏 7万2708人  | 横手 都市圏 7万8822人  | 大館 都市圏 8万8231人  | 能代 都市圏 9万5578人  | 横手 都市圏 10万6832人     | 由利本荘 都市圏 11万2773人 | 由利本荘 都市圏 10万5251人 |
| 大曲 都市圏 6万9993人  | 大曲 都市圏 7万7328人  | 大曲 都市圏 8万7986人  | 本荘 都市圏 8万6256人  | 能代 都市圏 9万0887人      | 能代 都市圏 9万0028人      | 能代 都市圏 8万2476人      |
| 本荘 都市圏 6万7337人  | 本荘 都市圏 6万8446人  | 本荘 都市圏 8万2462人  | 大館 都市圏 8万6246人  | 大館 都市圏 8万2504人      | 大館 都市圏 7万8946人      | 大館 都市圏 7万9514人      |
| 湯沢 都市圏 4万9612人  | 湯沢 都市圏 6万8421人  | 湯沢 都市圏 8万1476人  | 湯沢 都市圏 7万7989人  | 湯沢 都市圏 7万3557人      | -                          | -                          |

- 横手市で秋田自動車道と東北中央自動車道が接続する地形で横手市付近から奥羽山脈を越えて東北自動車道へと繋がる。2010年の横手都市圏は横手市と湯沢市を中心都市とする。
- 1991年（平成3年） - 秋田自動車道との供用が開始される。
- 1997年（平成9年） - ミニ新幹線の秋田新幹線が開業する。

### 地域圏（広域都市圏）

秋田県 地域区分図

県の地域振興局の管轄地域により、県内は8つの地域圏に区分されている。それらは「県北」「中央」「県南」の3つに大別されている。由利地域振興局管内（旧由利郡地域）を県南とすることもある。ただし、衆議院選挙・小選挙区の区割りでは、秋田市（1区）・県北（2区）・県南（3区）とされている（この区分では、いわゆる男鹿潟上南秋地区が、県北部の扱い）。
地域圏の名称は目的に応じて多少違いがあり、振興局の名称は旧郡名、地域の名称は平成の大合併前の中心市名と旧郡名、都市計画における広域都市圏の名称は平成の大合併前の中心市名となっている。
以下に記載する人口は、2006年（平成18年）8月1日現在の推計人口。秋田県の総人口は1,135,156人。
- 県北（沿岸北部・内陸北部）
  - 鹿角地域振興局（鹿角地域[注釈 1]、鹿角広域都市圏） 42,885人
  - 北秋田地域振興局（大館・北秋田地域、大館広域都市圏） 124,354人
  - 山本地域振興局（能代・山本地域、能代広域都市圏） 95,491人
- 中央（沿岸中部・南部）
  - 秋田地域振興局（秋田周辺地域、秋田広域都市圏） 429,987人
  - 由利地域振興局（由利本荘・にかほ地域、本荘広域都市圏） 117,451人
- 県南（内陸中部・南部）
  - 仙北地域振興局（大仙・仙北地域[注釈 1]、大曲広域都市圏） 146,617人
  - 平鹿地域振興局（横手地域、横手広域都市圏） 102,663人
  - 雄勝地域振興局（湯沢・雄勝地域、湯沢広域都市圏） 75,715人

## 歴史
現在の秋田県は、令制国での出羽国と陸奥国の各一部（明治初年にそれぞれ分割されたうちの羽後国と陸中国の各一部）からなる。「秋田」の名前の由来は、飛鳥時代の斉明天皇4年（658年）に阿倍比羅夫の日本海遠征において、この地を訪れ地名を「齶田（あぎた）」と報告したことから始まる。「齶田（あぎた）」はアゴに似た地形から付けられたものだともいわれており、雄物川河口部の古地形のことを示している可能性がある。
その後、天平5年12月26日（734年2月4日）に庄内地方にあったとされる出羽柵が高清水の岡に移し置かれ、後に天平宝字年間ごろには、「秋田城」と呼ばれるようになり、「秋田」の表記で定着した。中世後期には日本最古の海洋法規集「廻船式目（廻船大法）」には三津七湊の一つとして「秋田湊」と呼ばれ重要な湊の一つに数えられた。

### 先史時代
秋田県にも旧石器時代から人が住んでいた証拠として多くの遺跡が発掘されている。それらの遺跡から人の手によって加工された石器が多数出土している。製作技術からナイフ形石器、細石刃などと命名されている。このうち細石刃は木や骨などに溝を彫ってそこに埋め込み、鋭利な刃物として使用したと推測され、旧石器時代終末から縄文時代草創期にかけて使用されたと考えられている。
遺跡発掘としては、1969年（昭和44年）から5次にわたって発掘された大仙市協和の米ヶ森遺跡がはじめである。この遺跡からは石器・石核・石片などおよそ1,000点が出土している。この後は工業団地や自動車道などの建設工事で多くの遺跡が発掘調査されている。
今からおよそ1万2000年前になると土器が製作されはじめ、定住生活も始まった。縄文時代である。縄文人によって、現在の秋田県域にも縄文文化が栄えた。縄文後期の墓地遺跡であるストーン・サークル（環状列石・石籬;せきり）が1931年（昭和6年）に確認された。1951年（昭和26年）と翌年の1952年（昭和27年）にも考古学研究の国営事業として発掘調査が行われたので全国的に知られるようになった。その遺跡は鹿角市の大湯にあり、同規模の2つの環状列石で、西側が万座遺跡、東側が野中堂遺跡である。やや大きい万座遺跡は、環状部分が直径46メートルある。太平洋戦争中は「神代」（かみよ）の遺跡として扱われた。
西日本では、この縄文人に加え弥生時代ごろから弥生人と呼ばれるユーラシア大陸東部からの移住民が増えた。雑多な民族は次第に統一され、ヤマト民族としての統一国家が近畿地方を中心に形成された。これが後に朝廷と呼ばれるようになる。朝廷は8世紀に国号を「日本」と改めた。現在の秋田県を含む東北地方北部はこの時点で、朝廷に属していなかった。そのため朝廷はこの地方への征服活動を進めた。

### 古代
8世紀前半の奈良時代に出羽の秋田地域は、朝廷によって日本海沿岸の北辺地域の交易や征服などの拠点とされた。出羽柵が現在の山形県庄内地方に設置されるが、天平5年12月26日（734年2月4日）、出羽柵は秋田村高清水岡（現在の秋田市寺内）へ移設された（続日本紀）。出羽柵は760年ごろに秋田城に改称される。このころから「秋田」の表記で定着している。780年には出羽国府が秋田に移されたが、エミシ民族（蝦夷：縄文人の末裔とも、朝廷に属さないヤマト民族ともいわれる）の反撃によって秋田城が陥落し、出羽国府は再び移されることになった。秋田城はこの後朝廷側によって再建され、北東北日本海側征服の一大拠点となる。このころになると墾田の私有が認められ、地方豪族の勢力はいっそう発展した。9世紀ごろの平安時代には太政官の命令で、勝手に開墾地を私有し農民を困らせてはならぬとの規則が出るほどになる。
元慶2年（878年）元慶の乱が起こった。これは重い税や労役の苦しみに耐えかねた蝦夷の秋田城司に対する反抗であった。秋田城や民家は焼き払われ、多くの物資や兵を失った。朝廷は急いで陸奥国から五千人の援軍を派遣したが平定に失敗し、新任出羽守の藤原保則を派遣した。保則は反乱の平定に蝦夷をもって当たらせることで成功した。この後、城の修復や兵力の増強をはかったが、天慶2年に再び天慶の乱が発生した。当時はこのように蝦夷に対する朝廷の力は絶対的なものではなく、「俘囚の長」と呼ばれたヤマトに服属するエミシ民族の地方豪族の力は加速度的に強大になっていった。

### 前九年の役と後三年の役
中央の律令政治が衰えるとともに、私有地の占領が次第に増え、農民は有力豪族の保護を求めるようになり、蝦夷地の各所には豪族を中心とする武士の集まりができた。豪族は更に、重要地点に分家を配して勢力を拡げて団結を強固にした。その中の有力だったものが陸奥の安倍氏、出羽の清原氏である。
北上川中流以北に勢力を広げていた安部氏は朝廷に対する貢租・徴役を怠り、横暴な態度であるというので朝廷は討伐を行った。これが前九年の役（永承6年（1051年） - 康平5年（1062年））である。しかし、当時の陸奥守や秋田城介の力では討伐ができず、新興武士であった源頼義が陸奥守として向けられ、七年以上にわたり戦いを繰り広げた。頼義も自軍のみで討伐できずに横手付近に根拠をおいた豪族清原光頼に臣下の礼の形を取り参戦を依頼した。光頼は弟の武則を大将とする一万余の兵を出し、遂に討伐に成功した。源頼義、義家の兵力はわずか三千であったが、この清原氏が出した兵力だけでもその武力を伺い得る。
しかしこの後、武則の孫の代にいたって一族争いが起こり、家衡が出羽国、沼柵（現在の横手市雄物川町沼館）に立てこもる。家衡はここを源義家に攻められ、金沢柵（横手市金沢中野）に移ったが、遂に敗れた。これが後三年の役（永保3年（1083年） - 応徳4年/寛治元年（1087年））である。この戦の後に、清衡が奥州藤原氏として栄えた。

### 中世
奥州藤原氏は初代の清衡から二代基衡、三代秀衡を経て四代泰衡に至るまでのおよそ一世紀（11世紀末 - 12世紀末）にわたって栄え、東北の天地は完全に豪族の支配下になった。藤原氏の支配原理は、代々押領使を世襲することで軍事指揮権を公的に行使し、併せて荘園の管理も請け負うというものであり、当時の秋田では比内郡の河田氏、秋田郡の大河氏、由利地方の由利氏が藤原氏の支配下にあったと言われているが、近年の研究では出羽国に奥州合戦後も御家人として在地支配を許された豪族が多いことおよび渥美・常滑焼が広まった平泉付近を中心とする太平洋側と珠洲焼の出土が多い秋田郡近辺の陶器文化圏が異なることから、在地領主の家人化が進んだ陸奥国と押領使としての軍事指揮権に留まった出羽国の差を指摘する見解もある。特に出羽北部である秋田地方には荘園が存在せず、公領制一色の世界であったため、どの程度まで奥州藤原氏の支配が及んだかは疑問であるとされている。
隆盛を極めた藤原氏も、鎌倉幕府を創設した源頼朝が平泉の藤原氏にのがれた弟義経を追討することによって打ちくだかれる。頼朝は文治5年（1189年）、19万の軍勢を率いて奥州合戦を行った。藤原泰衡は平泉から蝦夷地への逃亡を始めたが、途中立ち寄った河田氏の元で裏切りに遭い、河田次郎によって討ち取られる。同年12月に挙兵した大河氏の大河兼任も挙兵3か月で討ち取られた。
数世紀にわたった豪族の天下も、この藤原氏の滅亡で幕を閉じ、東北は完全に鎌倉幕府の支配下となった。藤原氏を倒した頼朝は、御家人、地頭職を新たに東北各地に配し、東北における大きな政治的転換点となった。頼朝が秋田に配した御家人は成田氏、安保氏、秋元氏、奈良氏、橘氏、浅利氏、平賀氏、小野寺氏などであった。また由利氏は藤原氏に仕えていたが、そのまま由利地方を治めることとなった。これらの豪族はほぼそのまま藩政以前までその地を治めることとなる。
その後、日本海北部に勢力を持った安東氏（安藤氏ともいう）が津軽地方から南下し、戦国時代になると檜山安東氏と湊安東氏の一族抗争があったものの、安東愛季の時代に統一し最盛期を迎えた。横手盆地には戸沢氏、前田氏、本堂氏、六郷氏、小野寺氏などが勢力を持っていた。由利郡は由利氏の一族と地頭であった小笠原氏の子孫などが中小の豪族に分かれ、由利十二頭と呼ばれる勢力になった。

### 近世
慶長5年（1600年）の関ヶ原の戦いで西軍を破った徳川家康は征夷大将軍に任ぜられ、幕府を江戸に開いて天下の実権を握った。秋田県下の諸大名は西軍についた小野寺氏以外は所領安堵されたが、慶長7年から慶長8年の期間にかけてほとんどの大名が常陸国に転封され、鎌倉時代以来となる長年の領主と住民のつながりは切れた。

#### 久保田藩
慶長7年（1602年）、秋田郡を領有していた秋田実季（安東氏から改姓）などと入れ替わりで、関ヶ原の戦いで西軍に内通していた佐竹義宣が常陸国から転封され、久保田藩を立藩する。義宣ははじめ秋田氏の居城であった湊城（現在の秋田市土崎港）に本拠を置いたが、まもなく神明山（秋田市千秋公園）に久保田城を築いて居を移した。また、一国一城令の例外として、横手城・大館城が支城として存続した（檜山城・角館城などは破却）。組織としては、領内統治を担当する家老の下に財政担当の勘定奉行、城下支配の久保田奉行、そのほか能代奉行、各郡の郡奉行、鉱山支配の銅方奉行、山林支配の木山奉行などを配した。このような藩の組織機構の下、直接生産を営む農民と、その中間の商人・職人が位置づけられ、新たな時代の生活が始まった。
常陸時代には54万石の大身大名であった佐竹氏は、明治まで表高20万石の久保田藩を治めることになった。実高は新田開発などで田地が増し、40万石くらいであったとされる。領内に存在した院内銀山や阿仁銅山などの諸鉱山、および全国的に著名な秋田杉なども久保田藩の収入源となったが、常陸時代以来の過大な家臣団が財政を圧迫し、幾度も財政改革を行う必要に迫られた。
久保田藩からは思想家の佐藤信淵・平田篤胤・安藤昌益や、秋田蘭画を切り開いた佐竹義敦（曙山）・小田野直武らが出ている。「エレキテル」で知られる博物学者の平賀源内は、久保田藩の依頼で技術指導のため阿仁鉱山を訪れ、途中立ち寄った角館で小田野直武に遠近法を伝えたといわれる。享保年間には鈴木定行と加藤政貞の2名が古来の観音信仰にもとづき、秋田六郡三十三観音霊場の古跡をたずね、巡礼歌を添えた巡礼記をのこした。

#### 由利郡諸藩
元和8年（1622年）、山形藩主最上氏が改易され、旧最上領は幕府領と中小の大名領に分割された。このうち由利郡には、関ヶ原の戦い後に転封ないし改易されていた六郷政乗（2万石）、岩城吉隆（2万石）、仁賀保挙誠（1万石）、打越光久（3,000石）などが入部し、それぞれ本荘藩、亀田藩、仁賀保藩、旗本になった。後に仁賀保氏と打越氏は改易され（仁賀保氏は分家2家が旗本として存続）、代わって讃岐国高松藩主だったがお家騒動で改易された生駒高俊（1万石）が転封され、矢島藩となっている。
本荘藩領にあった象潟は全国的に著名な景勝地であったため、松尾芭蕉・雷電爲右エ門らがこの地を訪れている。文化元年（1804年）の象潟地震で隆起し、潟湖から陸地へ、そして農地へと変わったが、蚶満寺住職の覚林による自然保護運動により、かつての小島であり景観の基である丘が残された。

#### 明治維新
明治維新時点で後の秋田県下に政庁を置いていた藩は以下の5つ（石高は戊辰戦争直前の値）。この他に盛岡藩領と旗本領（仁賀保二千石家・千石家=旧仁賀保藩主の分家、生駒伊勢居地家=矢島藩主の分家、六郷氏=本荘藩主の分家）があった。
- 久保田藩 - 藩主は佐竹右京大夫家（佐竹宗家）。205,800石。うち5,800石は下野国にあった飛び地の分。戊辰戦争後に賞典20,000石を下賜された。
- 岩崎藩 - 藩主は佐竹壱岐守家。20,000石。久保田藩の支藩で「久保田新田藩」と呼ばれ、江戸時代を通じて領地を持たず本藩から蔵米を支給されていた。幕末に河辺郡椿台付近を久保田藩から割譲され「椿台藩」を自称したが、直後に戊辰戦争が勃発し椿台付近は激戦地となったため、実際には領地支配はほとんどできなかった。終戦後、雄勝郡岩崎へ移転して岩崎藩と改称した。
- 本荘藩 - 藩主は六郷氏。20,000石（戊辰戦争後に賞典10,000石を下賜）。戦国時代には山本郡六郷付近を支配していた国人領主で、唯一中世から県下に由来を持つ大名である。
- 亀田藩 - 藩主は岩城氏。20,000石（戊辰戦争後に2,000石を減封）。当初は佐竹氏の親族で、検地など初期の藩政に久保田藩が協力していたが、その後も藩政干渉を受けたため久保田藩との関係は良くなかった。五代藩主の岩城隆韶と六代藩主の岩城隆恭は仙台藩伊達氏一門から迎えた養子であり、以後佐竹氏との血縁関係はなくなった。
- 矢島藩 - 藩主は生駒氏。8,000石。立藩時点では10,000石だったが、二代藩主生駒高清が弟の俊明に領地を分知したため大名と見なされなくなり、以後は江戸時代を通じて旗本。戊辰戦争後の明治元年（1868年）に15,200石へ高直しを受けて再度立藩、更に賞典1,000石を下賜された。

慶応4年（1868年）に起こった戊辰戦争で、久保田藩ら出羽諸藩は朝敵扱いされた会津藩・庄内藩の赦免嘆願のため奥羽越列藩同盟に加わる。しかし、久保田藩内の勤皇派がクーデターを起こして久保田藩は新政府側へ転向したため（前後して久保田新田藩=後の岩崎藩、本荘藩、矢島藩および現山形県の新庄藩も転向）、他の奥州諸侯の標的とされて秋田戦争が勃発した。佐賀藩や鹿児島藩などの救援を受けて最終的に勝利したものの、大館城・横手城・本荘城と矢島陣屋・仁賀保陣屋は落城し、広範囲の土地が荒廃した。
また、亀田藩も久保田藩に同調して新政府軍へ転向したが、山口藩から派遣された監軍の横暴な振る舞いに堪えかね、新政府軍が本荘・亀田を見捨てた際に同盟軍へ再加入して久保田方面の新政府軍を攻撃した。しかし新政府軍の反撃で亀田城も焼失することになった。

### 近・現代の年表

#### 明治初期の久保田藩・岩崎藩
- 明治2年（1869年）
  - 6月17日（7月25日） - 久保田藩主佐竹義堯が版籍奉還し、久保田藩知事に就任する。久保田城は陸軍省の管理下に置かれ、政庁は三ノ丸下中城の渋江内膳邸（後に新築された佐竹義堯邸）へ移る[8]。
  - 6月 - 久保田新田藩が岩崎藩へ移転改称。
  - 10月 - 岩崎藩が久保田藩保証の下で、高知藩を通じオランダ・アテリアン商会から15万5千両を借り受け、蒸気船「八坂丸」を購入し国際貿易に着手しようとする。八坂丸が回航中に難破したこともあってこの事業は失敗し、最終的に久保田藩が33万4千両の不渡りを出して国際問題になる（八坂丸外債事件）[9]。
- 明治3年（1870年）2月24日（3月25日） - 岩崎藩主佐竹義理が版籍奉還し、岩崎藩知事に就任する。
- 明治4年（1871年）
  - 1月9日（2月27日） - 久保田藩が政府へ藩名変更の願書を提出する。理由は、当地方は古来「秋田」と呼ばれたものであり、「久保田」は300年来の称とはいえ一小村の俗称に過ぎないことから[10]。
  - 1月13日（3月3日） - 久保田藩を秋田藩と改名[10]。
  - 4月 - 岩崎藩が岩崎藩陣屋を建立。

#### 明治初期の由利郡
- 明治2年（1869年）
  - 6月22日（7月30日） - 本荘藩主六郷政鑑、亀田藩主岩城隆彰、矢島藩主生駒親敬が版籍奉還し、各藩知事に就任する。
  - 7月26日（9月2日） - 酒田県が発足し、由利郡の旗本領および亀田藩の減封分を管轄。
- 明治3年（1870年）9月28日（10月17日） - 酒田県が山形県に移転改称する。

#### 明治初期の鹿角郡
- 明治元年12月7日（1869年1月19日） - 鹿角郡が盛岡藩から没収され、弘前藩取締地になる。
- 明治2年（1869年）
  - 2月8日（3月20日） - 鹿角郡が黒羽藩取締地に変更され、北奥県を称する。
  - 8月7日（9月12日） - 北奥県の区域をもって九戸県を設置。
  - 9月13日（10月17日） - 九戸県が八戸県に改称。
  - 9月19日（10月23日） - 八戸県が八戸藩との混同を避けるため三戸県に改称。
  - 11月28日（12月30日） - 三戸県が斗南藩と江刺県に分割され、鹿角郡は江刺県管轄となる。

#### 明治（廃藩置県以後）
- 明治4年（1871年）
  - 7月14日（8月29日） - 廃藩置県に伴い、秋田県・本荘県・岩崎県・亀田県・矢島県を設置（これを記念して8月29日は県の記念日となっている）。
  - 11月2日（12月13日） - 第1次府県統合に伴い、上記5県と江刺県のうち鹿角郡全域、および由利郡の山形県管轄分を併せて秋田県（第2次）を設置。県令・権令の発令はなく、江刺県大参事の村上光雄が秋田県参事に任じられる[11]。
  - 11月14日（12月21日） - 久保田藩の飛び地からそのまま秋田県管下となっていた、下野国河内郡の7ヶ村が宇都宮県へ、同都賀郡の4ヶ村が栃木県へ移管される。これにより、十和田湖上の境界未定箇所を除き現在の県域が確定（十和田湖上の確定は2008年）。
  - 12月26日（1872年2月4日） - 初代秋田県権令に侍従の島義勇が就任。当面は東京築地新富町の秋田県支庁にて勤務[12]。
- 明治5年（1872年）
  - 2月26日（4月3日） - 島権令、秋田長野町の旧佐竹北家邸に入る[8]。
  - 3月13日（4月20日） - 久保田城本丸に秋田県庁を開庁。
  - 7月20日（8月23日） - 第2代秋田県令に宮内大丞の杉孫七郎が任命される[13][14]。
  - 10月12日（11月12日） - 県庁を秋田東根小屋町の本部学校（旧明徳館）へ移す[13][15]。
- 1873年（明治6年）
  - 2月18日 - 秋田東根小屋町に秋田県初の公立小学校（変則小学校、後の日新学校）が設立される[16]。
  - 5月? - 第3代秋田県権令に木更津県参事の国司仙吉が任命される[17]。
  - 8月24日 - 県庁聴訟課より出火し庁舎全焼。下中城の渋江邸に県庁を移す[18][19]。
  - 9月10日 - 日新学校内に洋学科を増設、洋学校（秋田県立秋田高等学校の前身）として開校。
  - 10月1日 - 秋田上中城町に教員養成のための伝習学校（秋田大学教育文化学部の前身）を設立[16]。
  - 11月27日 - 秋田長野町の空き官舎（旧佐竹北家邸、初代島権令の離任後は使われていなかった）を改築して県庁とする[15][18]。
  - 12月 - 秋田五丁目横町に聴訟課監視掛付属屯所を設立し「巡邏逮捕之事務取扱」を発令。秋田中央警察署の起源とされる[20]。
- 1874年（明治7年）
  - 1月22日 - 県病院を開設。
  - 2月2日 - 遐邇新聞（秋田魁新報の前身）が創刊。
  - 3月25日 - 秋田郵便取扱所を開設。
  - 5月12日 - 秋田東根小屋町の旧県庁跡[注釈 2]に、伝習学校と洋学校を併せた太平学校の校舎が新築落成[21]。
  - 7月1日 - 太平学校が開校[21]。
  - 8月 - 羽州街道・雄物川・米代川を二等道路・河川（県費で維持管理する道路・河川）とする[22]。
- 1875年（明治8年） - 県庁内に警察署を、秋田町・大館町・横手町に警察出張所を、県内35か所に分屯所を設立[20]。
  - 3月5日 - 北国街道（酒田街道）が二等道路に昇格する[22]。
  - 5月19日 - 第4代秋田県権令に工部省記録局長の石田英吉が任命される[18][23]。
- 1876年（明治9年）
  - 2月29日 - 秋田県聴訟課を秋田県裁判所と改め県庁内に開設する[24]。
  - 3月
    - 秋田土手谷地町の佐竹義純邸を県が購入し秋田博物館とする[25]。
    - 八橋村の官有地3,888坪を県が確保し、八橋植物園を創設する[26]。

  - 4月
    - 県庁警察署内にあった第一警察出張所が秋田大町三丁目に庁舎新築し、秋田警察署となる[24]。
    - 広小路が二等道路に昇格する[22]。

  - 12月 - 秋田県裁判所を青森裁判所秋田支庁とし、秋田区裁判所と共に県庁内で事務を行う[24]。
- 1877年（明治10年）
  - 1月 - 秋田東根小屋町に裁判所庁舎を新築し、青森裁判所秋田支庁・秋田区裁判所とも移転[24]。
  - 1月15日 - 太平学校が焼失する[27]。
  - 4月 - 青森裁判所の弘前移転を受けて、青森裁判所秋田支庁を弘前裁判所秋田支庁に改める[24]。
  - 5月15日 - 秋田博物館にて第1回秋田博覧会を開催する[25]。
- 1878年（明治11年）
  - 4月12日 - 太平学校を同地に再建する[27]。
  - 4月17日
    - 太平学校を秋田県師範学校と改称する[27]。
    - 県内の区長・戸長・町村総代人、計36人を集めて県会を設立[28]。

  - 8月 - 八橋植物園に秋田博物館を新築移転[26]。
  - 8月10日-10月8日 - 八橋植物園にて第2回秋田博覧会を開催[26]。
  - 11月29日 - 第1回種子交換会（秋田県種苗交換会の前身）開催。
  - 12月10日 - 秋田電信分局が開局。
  - 12月23日 - 郡区町村編制法施行にともない、秋田郡を分割して北秋田郡と南秋田郡を設置。
- 1879年（明治12年）
  - 1月4日 - 秋田茶町菊ノ丁に第四十八国立銀行（秋田銀行の前身）が開業[29]。
  - 2月下旬 - 第1回県会議員選挙が行われ、33人が選出される[28]。
  - 3月20日 - 第1回秋田県議会が秋田東根小屋町の秋田県師範学校にて開会[30]。
- 1880年（明治13年）4月19日 - 秋田土手長町に県庁新庁舎が落成。昭和32年に全焼するまで使用された[31]。
- 1889年（明治22年）
  - 4月1日 - 市制・町村制施行により明治の大合併が行われる。県内では南秋田郡秋田町が唯一市制施行し、秋田市となる。
  - 7月3日 - 秋田馬車鉄道（秋田市電の前身）、秋田・土崎間で運行開始。
- 1895年（明治28年）5月3日 - 増田銀行（北都銀行の前身）が開業。
- 1898年（明治31年）9月20日 - 歩兵第17連隊が仙台から秋田への移駐を完了。
- 1899年（明治32年）6月21日 - 陣場駅・白沢駅（県内初の鉄道駅）が開業。
- 1901年（明治34年）11月14日 - 近江谷発電所が秋田市、南秋田郡土崎港町に電力供給を開始。
- 1902年（明治35年）10月21日 - 秋田駅が開業。
- 1905年（明治38年） - 和井内貞行がヒメマス養殖に成功。
  - 9月14日 - 奥羽本線全線開通。
- 1907年（明治40年）12月26日 - 秋田郵便局にて秋田市内電話交換業務を開始（加入数201名）。
- 1910年（明治43年）8月11日 - 大水害、死者25名。
- 1911年（明治44年）4月30日 - 秋田鉱山専門学校（秋田大学国際資源学部・理工学部の前身）が開校。
- 1912年（明治45年）1月28日 - 白瀬矗が南極に日章旗を掲揚。

#### 大正
- 1912年（大正元年）9月23日 - 台風により死者23名。
- 1914年（大正3年）
  - 3月15日 - 強首地震、死者94名。
  - 5月26日 - 日本石油黒川油田でロータリー式五号井が大噴油。
- 1916年（大正5年）12月16日 - 船川軽便線（現在の男鹿線）全線開通。
- 1917年（大正6年）8月1日 - 日本銀行秋田支店を開設。
- 1919年（大正8年）8月24日 - 小坂鉱山労働争議。
- 1921年（大正10年）2月25日 - 『種蒔く人』発行。
- 1924年（大正13年）
  - 7月31日 - 羽越本線全線開通。
  - 11月12日 - 横黒線（現在の北上線）全線開通。
- 1926年（大正15年）3月8日 - 小坂鉱山煙害賠償労働争議。

#### 昭和
- 1928年（昭和3年）12月21日 - 県議会で公娼廃止決議案が可決[32]。
- 1929年（昭和4年）11月27日 - 前田村争議が和解。
- 1931年（昭和6年）10月17日 - 花輪線全線開通。
- 1932年（昭和7年）7月5日 - NHK秋田放送局が放送開始。
- 1935年（昭和10年）3月20日 - 日本鉱業八橋油田で上総式四号井が大噴油。
- 1936年（昭和11年）
  - 7月30日 - 五能線全線開通。
  - 11月20日 - 尾去沢鉱山鉱滓ダム決壊、死者・行方不明者380名。
- 1938年（昭和13年）
  - 4月27日 - 雄物川放水路の掘削工事完成。
  - 10月21日 - 矢島線全線開通。
- 1939年（昭和14年）5月1日 - 男鹿地震、死者26名。
- 1940年（昭和15年）9月26日 - 山本郡能代港町・東雲村・榊村が合併・市制施行し、能代市となる。
- 1941年（昭和16年）10月20日 - 秋田・第四十八・湯沢の各銀行が合併して秋田銀行となる。
- 1944年（昭和19年）
  - 5月9日 - 花岡鉱山で落盤、遭難22名。
  - 9月18日 - 台風により死傷者5名。
- 1945年（昭和20年）
  - 7月5日 - 第1次横手空襲。
  - 8月10日 - 第2次横手空襲。
  - 8月14日 - 土崎空襲。
- 1947年（昭和22年）8月 - 昭和天皇が秋田県内を巡幸（昭和天皇の戦後巡幸）。佐竹邸に宿泊[33]。
- 1949年（昭和24年）5月31日 - 秋田師範学校、秋田青年師範学校および秋田鉱山専門学校を母体として、秋田大学が発足。
- 1951年（昭和26年）
  - 1月19日 - 秋田港を重要港湾に指定。
  - 4月1日 - 旧横手市、大館市発足。
- 1954年（昭和29年）
  - 3月31日 - 旧男鹿市、旧湯沢市、本荘市発足。
  - 5月3日 - 大曲市発足。
- 1957年（昭和32年）8月12日 - 県庁全焼[31]。
- 1959年（昭和34年）12月 - 秋田市川尻町字八千刈（現在の山王四丁目）に新築した県庁新庁舎へ移転[31]。
- 1961年（昭和36年）
  - 9月26日 - 秋田空港が開港。
  - 10月8日-13日 - 第16回国民体育大会（秋田国体（民泊国体、まごころ国体））秋季大会を開催。
- 1964年（昭和39年）9月15日 - 八郎潟干陸式、大潟村発足。
- 1965年（昭和40年）11月1日 - 秋田湾地域を新産業都市に指定。
- 1966年（昭和41年）10月20日 - 田沢湖線全線開通。
- 1969年（昭和44年）8月 - 昭和天皇、香淳皇后が県内を行幸啓。秋田農業大博覧会会場、男鹿半島、八郎潟などを訪問[34]。
- 1970年（昭和45年）4月1日 - 秋田大学に医学部を設置。
- 1972年（昭和47年）
  - 4月1日 - 鹿角市発足。
  - 「切浜事件」が発生。兵庫県の海岸から密入国した北朝鮮の工作員が、秋田県にかほ市の海岸において、秋田県警に逮捕された[35]。
- 1978年（昭和53年）11月15日 - 大沢郷郵便局および強首郵便局の電話交換業務廃止。秋田県内の電話通話が完全自動化。
- 1981年（昭和56年）
  - 6月26日 - 新秋田空港が河辺郡雄和町（現：秋田市）に開港。
  - 8月5日  - 男鹿脇本事件が発生。北朝鮮工作員が逮捕された[36]。
- 1982年（昭和57年）8月4日 - 秋田市、河辺郡河辺町、雄和町がテクノポリス開発構想策定地域に指定。
- 1983年（昭和58年）5月26日 - 日本海中部地震が発生、県内で死者83名。
- 1984年（昭和59年）7月31日-8月20日 - 昭和59年度全国高校総合体育大会を開催。
- 1986年（昭和61年）
  - 7月30日 - 東北自動車道の秋田県区間が開通し、青森IC-浦和IC間が開通する。
  - 11月20日 - 鹿角市がテレトピア構想モデル都市に選定。

#### 平成
- 1989年（平成元年）4月1日 - 秋田内陸線全線開通。
- 1993年（平成5年）4月1日 - 羽後銀行と秋田あけぼの銀行が合併し、北都銀行が発足。
- 1997年（平成9年）
  - 3月22日 - 秋田新幹線開業。
  - 4月1日 - 秋田市が中核市へ移行。
  - 11月13日 - 秋田自動車道全線開通。
- 1998年（平成10年）7月18日 - 大館能代空港開港。
- 1999年（平成11年）7月9日 - 秋田港に定期フェリー便就航（新日本海フェリー：苫小牧 - 秋田 - 新潟 - 敦賀）。
- 2000年（平成12年）8月22日-25日 - 「2000年国連軍縮秋田会議」を開催。
- 2001年（平成13年）
  - 8月16日-26日 - ワールドゲームズ2001秋田大会を開催。
  - 10月29日 - 秋田空港に国際定期便就航（大韓航空：秋田 - ソウル）。
- 2005年（平成17年）
  - 3月22日 - 男鹿市・若美町が合併し、新たに男鹿市となる。湯沢市と雄勝郡2町1村が合併し、新たに湯沢市となる。由利本荘市、潟上市、大仙市、北秋田市発足。
  - 9月20日 - 仙北市発足。
  - 10月1日 - 横手市と平鹿郡5町2村が合併し、新たに横手市となる。にかほ市発足。
- 2006年（平成18年）3月21日 - 能代市と二ツ井町が合併し、新たに能代市となる。
- 2007年（平成19年）
  - 1月27日-10月9日 - 第62回国民体育大会（秋田わか杉国体）を開催。
  - 10月13日-15日 - 第7回全国障害者スポーツ大会（秋田わか杉大会）を開催。
- 2008年（平成20年）12月25日 - 廃藩置県以来境界未定のままであった、十和田湖上の秋田県・青森県境が確定する。
- 2017年（平成29年）4月1日 - 県全体の推計人口が100万人を下回る。

## 人口
| 増加 5.0 - 7.49 % 減少 2.5 - 5.0 % 5.0 - 7.5 % 7.5 - 10.0 % 10.0 % 以上 |

※以下特記しないものは2018年

秋田県市町村の人口増加率分布図（2015年度と2020年度国勢調査から算出）
増加
5.0 - 7.49 %
減少
2.5 - 5.0 %
5.0 - 7.5 %
7.5 - 10.0 %
10.0 % 以上

- 人口（2022年8月時点での推定）　93万2227人（38位）
- 人口増減率　-1.47%（47位）[37][38]
  - 自然増減率　-1.03%（47位）
  - 社会増減率　-0.44%（47位）
- 死亡率　人口1000対15.8人（1位）[39]
- 出生率　人口1000対5.2人（47位）[39]
  - 合計特殊出生率　1.33（42位）[39]
  - 周産期死亡率　1000対4.5人（3位）
  - 乳児死亡率　1000対2.6人（2位）
- 高齢化率 36.4%（1位）[37][40]
  - 75歳以上高齢化率　19.7%（1位）
- 年少人口比率　10.0%（47位）[40]
- 婚姻率　人口1000対3.1人（47位）[39]

秋田県の人口は96万9462人（2019年6月現在）で、全国38位。人口増減率は6年連続全国最下位で、全国的にも最も人口減少が進んでいる地域の一つである。出生から死亡を引いた自然増減率、転入者から転出者を引いた社会増減率共に全国最下位だった。
死亡率は7年連続全国1位と高い反面、出生率は24年連続全国最下位である。高齢化率が全国1位で、年少人口比率も全国最下位と、少子高齢化が進んでいる。婚姻率も19年連続最下位、乳児死亡率は全国2位、周産期死亡率も全国3位。自殺率も2017年は全国1位だったが、2018年は改善して1位を返上した。しかし、2019年には再び全国1位となっている。
1人の女性が生涯で産む子供の数を比較した合計特殊出生率は1.33で全国42位となっている。この数値は通常都市部で低く、地方で高い傾向にあるが、秋田県はこれに当てはまっていない。大都市圏の大阪府、千葉県、埼玉県よりも低く、神奈川県に並んでいる。秋田県の合計特殊出生率は複雑な経過を辿っており、1925年時点では6.12と全国トップレベルの高さだったが、高度経済成長期に急速に低下し、1970年には1.88と全国最下位に転落した（同年の東京都は1.96）。その後1990年代には全国水準よりやや高い程度で安定したが、2000年代以降は全国的な回復傾向に乗れず、2010年に1.30と過去最低を記録し、全国40位となった。以後も低い状態が続いており、2015年は1.35で東京都と北海道に次いで低かった。2019年も1.33と低水準になっている。
| |                                        |  |
| 秋田県と全国の年齢別人口分布（2005年） | 秋田県の年齢・男女別人口分布（2005年） |  |
| ■紫色 ― 秋田県 ■緑色 ― 日本全国 | ■青色 ― 男性 ■赤色 ― 女性              |  |
| 秋田県（に相当する地域）の人口の推移 \| 1970年（昭和45年） \| 1,241,376人 \| \| \| 1975年（昭和50年） \| 1,232,481人 \| \| \| 1980年（昭和55年） \| 1,256,745人 \| \| \| 1985年（昭和60年） \| 1,254,032人 \| \| \| 1990年（平成2年） \| 1,227,478人 \| \| \| 1995年（平成7年） \| 1,213,667人 \| \| \| 2000年（平成12年） \| 1,189,279人 \| \| \| 2005年（平成17年） \| 1,145,501人 \| \| \| 2010年（平成22年） \| 1,085,997人 \| \| \| 2015年（平成27年） \| 1,023,119人 \| \| \| 2020年（令和2年） \| 959,502人 \| \| |                                        |  |
| 総務省統計局 国勢調査より |                                        |  |
| 1970年（昭和45年） | 1,241,376人                            |  |
| 1975年（昭和50年） | 1,232,481人                            |  |
| 1980年（昭和55年） | 1,256,745人                            |  |
| 1985年（昭和60年） | 1,254,032人                            |  |
| 1990年（平成2年） | 1,227,478人                            |  |
| 1995年（平成7年） | 1,213,667人                            |  |
| 2000年（平成12年） | 1,189,279人                            |  |
| 2005年（平成17年） | 1,145,501人                            |  |
| 2010年（平成22年） | 1,085,997人                            |  |
| 2015年（平成27年） | 1,023,119人                            |  |
| 2020年（令和2年） | 959,502人                              |  |

### 秋田県人口動態

東日本における人口増加率。秋田県は最下位となってきた。

2024年8月1日現在の人口は898,197人で全国39位の規模となっている。1920年(大正9年)に行われた第1回国勢調査898,537人の人口を下回った(現在の人口が第1回国勢調査人口を下回るのは、島根県・高知県に続き秋田県が3県目となった)。長い間人口減少に直面している秋田県だが平成に入ってからの低迷が大きく、1995年以降5回連続国勢調査人口増加率全国47位、県人口は1963年から1997年まで長年120万人台で推移したが1997年に120万人を割り込むと、2009年に110万人,2017年に100万人,2024年に90万人を下回っており人口減少が加速している。
| 実施年 | 人口（人） | 増減人口（人） | 人口増減率(%) | 国内増減率(%) | 増加率全国順位 |
| ------ | ---------- | -------------- | ------------- | ------------- | -------------- |
| 1960年 | 1,335,580  | -              | -             | -             | -              |
| 1965年 | 1,279,835  | 55,745         | 4.15          | 5.20          | 38位           |
| 1970年 | 1,241,376  | 38,459         | 3.00          | 5.54          | 41位           |
| 1975年 | 1,232,481  | 8,895          | 0.72          | 7.92          | 47位           |
| 1980年 | 1,256,745  | 24,264         | 1.97          | 4.57          | 46位           |
| 1985年 | 1,254,032  | 2,713          | 0.22          | 3.40          | 47位           |
| 1990年 | 1,227,478  | 26,554         | 2.12          | 2.12          | 46位           |
| 1995年 | 1,213,667  | 13,811         | 1.13          | 1.58          | 45位           |
| 2000年 | 1,189,279  | 24,388         | 2.01          | 1.08          | 47位           |
| 2005年 | 1,145,501  | 43,778         | 3.68          | 0.66          | 47位           |
| 2010年 | 1,085,997  | 59,504         | 5.19          | 0.23          | 47位           |
| 2015年 | 1,023,119  | 62,878         | 5.79          | 0.75          | 47位           |
| 2020年 | 959,502    | 63,617         | 6.22          | 0.75          | 47位           |

### 秋田市への一極集中
人口減少が進む秋田県内においても、秋田市と他自治体では状況が大きく異なっている。2024年8月1日現在の秋田県の総人口は89.8万人であり,1975年国勢調査(約半世紀前)からは約33.5万人の人口減少となっている。秋田市以外の人口が35万人の大幅な減少の一方で、秋田市に限れば1.5万人の増加となっている。
秋田市以外の人口は,最盛期には現在の秋田県の総人口を超える、110万人を抱えていたが現在は60万人程度しかおらずほぼ半減している。一方で秋田市は中心市街地の空洞化の問題などはあるが、人口減少がそこまで大きな問題になっておらず秋田県と秋田市では人口減少対策に対する温度差も見受けられる。
1950年においては秋田県民の6人に1人が秋田市民であったが,2024年現在では秋田県民の3人に1人が秋田市民となっている。
| 実施年             | 秋田市人口(人) | 秋田市以外人口(人) | 秋田県人口(人) |
| ------------------ | -------------- | ------------------ | -------------- |
| 1950年             | 200,525        | 1,108,506          | 1,309,031      |
| 1975年             | 281,408        | 951,073            | 1,232,481      |
| 2000年             | 336,646        | 852,633            | 1,189,279      |
| 2024年8月          | 296,515        | 601,682            | 898,197        |
| 1950年からの増減率 | +47.9%         | -45.7%             | -31.4%         |

### 島根県・高知県との人口推移比較
1920年（大正9年）に行われた第1回国勢調査と2024年9月1日時点の推計人口を比較した上での秋田県の人口増加率は全国ワースト3位の-0.14%である。なお、ワースト1位は島根県、2位は高知県で、この3県は大正時代の人口規模を下回っている。
| 実施年          | 秋田県人口(人)       | 島根県人口(人)     | 高知県人口(人)     | 秋田県増加率 | 島根県増加率 | 高知県増加率 |
| --------------- | -------------------- | ------------------ | ------------------ | ------------ | ------------ | ------------ |
| 1920年 国勢調査 | 898,537              | 714,712            | 670,895            | -            | -            | -            |
| 最盛期          | 1,349,936 （1956年） | 929,066 （1955年） | 894,119 （1954年） | 50.2         | 30.0         | 33.3         |
| 2024年 9月1日   | 897,286              | 641,903            | 656,390            | 33.5         | 30.9         | 26.6         |

このように秋田県の場合はこの2県とはやや異なる人口動向を辿っている。前述にもあるが20世紀前半の秋田県は非常に高い出生率を誇っており秋田県の人口は1920年から最盛期の1956年までわずか36年で1.5倍まで45万人近く増加したことが挙げられる。第1回国勢調査の人口を下回った島根県や高知県はこの期間に人口をあまり伸ばせなかった。
ただし、ピークの1956年には1,349,936人いた人口も2024年9月時点では897,286人（-33.5%）と最盛期の3分の2の規模まで落ち込んでいる。最盛期からの人口減少率で見ると全国ワースト1位である。ちなみに2位は島根県（ピークは1955年で-30.9%）。中でも秋田県の場合は特に1970年以降の人口動態が非常に厳しく10度の国勢調査において7度人口増減率ワースト1位を記録している。直近5回1995年以降は全てワースト1位となっている。1970年以降の期間から2024年9月までの人口動態を当ててみると秋田県の人口はこの期間において-27.7%減少しており、島根県の-17.0%や高知県の-16.6%を大きく上回っており近年の秋田県の状況は非常に厳しいものとなっている。
| 実施年          | 秋田県人口(人) | 島根県人口(人) | 高知県人口(人) | 秋田県増加率 | 島根県増加率 | 高知県増加率 |
| --------------- | -------------- | -------------- | -------------- | ------------ | ------------ | ------------ |
| 1970年 国勢調査 | 1,241,376      | 773,575        | 786,882        | -            | -            | -            |
| 2024年 9月1日   | 897,286        | 641,903        | 656,390        | 27.7         | 17.0         | 16.6         |

## 政治

### 県政
- 知事:佐竹敬久（さたけ のりひさ、4期目）

#### 財政
平成19年度
財政力指数 0.29 - IVグループ（財政力指数0.3未満）6自治体中2位
平成18年度
財政力指数 0.28 - IVグループ（財政力指数0.3未満）10自治体中6位
平成17年度
財政力指数 0.25 - IVグループ（財政力指数0.3未満）14自治体中10位
平成16年度
財政力指数 0.24 - IVグループ（財政力指数0.3未満）15自治体中11位

#### 犯罪
人口あたりの刑法犯発生（警察による認知）率が日本で最も低い都道府県である。人口10万人あたりの犯罪件数は最少である。この理由については犯罪が発生しにくい街の構造（近年における商店街の空洞化など）であることや少子高齢化、および人口減少、過疎化が他県に比べて進んでいることなども影響しているという。また、高齢化の影響で人口10万人あたりの自殺率が平成7年から平成26年の19年間（1995年～2014年）で最下位の状態が続いていたが、県・市町村のレベルでそれぞれ対策を行った結果、平成26年度にワースト1位を脱却した。

### 国政
衆議院の小選挙区が3。参議院では、全県で1区を構成。

### 司法
- 仙台高等裁判所秋田支部（秋田市）
- 秋田地方裁判所（秋田市）
- 秋田家庭裁判所（秋田市）
- 秋田簡易裁判所（秋田市）
- 大館簡易裁判所（大館市）
- 横手簡易裁判所（横手市）
- 仙台高等検察庁秋田支部（秋田市）
- 秋田地方検察庁（秋田市）
- 秋田刑務所（秋田市）
- 秋田少年鑑別所（秋田市）
- 秋田保護観察所（秋田市）

## 経済・産業

### 産業
携帯電話やPC、タブレットなどの通信機器に不可欠な固定コンデンサの出荷額は1712億円で全国1位。あきたこまちの名産地であり、米の産出額は新潟県、北海道に次いで全国3位。日本酒の生産高は、兵庫県、京都府、新潟県、埼玉県、愛知県に次いで全国6位である。1人当たりの県民所得は全国34位（平成21年度）。また、2020年代の今日ではエダマメの出荷量が全国1位になったり、風力発電を中心とした新エネルギー産業に力を入れている。

#### 農業
- ダリア栽培
- 稲作（あきたこまちなど）
- 大豆栽培（枝豆用含む）
- すいか栽培
- りんご栽培
- ブドウ栽培
- さくらんぼ栽培
- ホップ栽培
- しいたけ栽培
- エリンギ栽培
- じゅんさい栽培
- ソバ栽培
- 漢方薬の原料栽培

#### 畜産業
- 肥育牛
  - 秋田県内の肉用牛としては黒毛和種が大部分を占めている。主な銘柄として秋田錦牛、三梨牛(湯沢市)、由利牛(由利本荘・にかほ市)、羽後牛(羽後町)が挙げられる。また2011年（平成23年）現在、正式な商標ブランドではないものの、鹿角市では日本短角種である「かづの牛」の飼育が盛んである[51]。
- 養豚
  - 「桃豚」や「八幡平ポーク」、「杜仲豚」、「シルクポーク」などのブランド豚が存在している。
- 養鶏
  - 比内地鶏

#### 林業
樹齢200年をこえる天然秋田杉は木曽のヒノキ、津軽のヒバと並び、日本三大美林のひとつであり、木材生産量は全国4位。
1982年、首都圏における秋田杉の需要拡大を名目として秋田銀行、羽後銀行、秋田県木材産業協同組合連合会などと秋田県木造住宅株式会社を第三セクターとして設立、秋田県が25パーセントを出資し、副知事を取締役に据え県職員も出向させるなど実質的に支配した。ところが、千葉県を中心に分譲された住宅で地盤沈下により基礎が浮き上がったり秋田杉を建築材としてほとんど使用していないなど欠陥が頻発し、住人らから損害賠償請求訴訟を起こされ、最終的に170億円ほどの負債を抱えて破産した。住宅の販売に際しては当時の県知事である佐々木喜久治がパンフレットにコメントを寄せたり「秋田県庁が設立した第三セクターならではの質と価格」などと銘打っていた。
- 秋田杉

#### 漁業
- ハタハタ漁

#### 第二次産業
- 鉱業
  - 高度経済成長期以前は内陸地域で銀山・銅山などの非鉄金属鉱業が、秋田平野などの沿岸地域で油田などの石油・天然ガス鉱業がそれぞれ栄えた[要出典]。生産額も伸びていたが、1970年代半ば以降、資源の枯渇が見られるようになり、円高や国際相場の暴落などにより採算性も合わなくなったことから、1994年(平成6年)にはすべての鉱山が閉山となった。一方で石油に関しては、現在も申川油田・八橋油田などで少ないながらも採掘されており、[52][53]2014年(平成26年)由利本荘市の鮎川油ガス田において国内初となるシェールオイルの商業生産を開始している[54]。
- 清酒（酒造業。秋田県のワインも参照のこと。）
- 丹前

### 秋田県に本社を置く主な企業
上場企業
- 秋田銀行（指定金融機関・東証プライム上場）
- インスペック （東証スタンダード上場）

主な県内企業
- 秋田魁新報社
- 秋田木工（家具製造。2006年（平成18年）末に大塚家具のグループ企業となった）
- 秋田製錬
- 小坂製錬
- イオン東北
- 佐野薬品
- 三傳商事
- ソユー
- たけや製パン
- TDKエレクトロニクスファクトリーズ
- 伏見屋ホールディングス
- 北都銀行
- ヤマダフーズ
- 伊徳ホールディングス
- タカヤナギ
- 光ガラス
- UMNファーマ
- リミックス
- 秋田テレビ
- 秋田放送
- 秋田マシナリー
- Meta Akita

## 金融機関
秋田県内に本店を置く金融機関
銀行
- 秋田銀行（指定金融機関）
- 北都銀行（収納代理金融機関・公営企業収納代理店）

信用金庫
- 秋田信用金庫
- 羽後信用金庫

信用組合
- 秋田県信用組合

農業協同組合
- 秋田県内13農業協同組合

指定金融機関・収納代理金融機関など
- 指定金融機関及び出納取扱金融機関は、秋田銀行を指定（取りまとめ店は県庁支店。収納は全国の拠点が対象）。
- 収納代理金融機関
  - 国内全店舗対象とする金融機関
    - 北都銀行
    - みずほ銀行

  - 東北6県の店舗(仙台貯金事務センターが新規の貯金および振替口座に関する貯金簿を管掌する拠点で、銀行代理店を含む)と全国での自動振替を対象
    - ゆうちょ銀行(銀行代理店は、日本郵便が運営する郵便局の貯金窓口。)

  - 秋田県内の拠点のみを対象(口座振替は、特記を除き、一部の収納内容により県外本支店も対象となる)
    - 青森銀行
    - みちのく銀行
    - 山形銀行
    - 岩手銀行
    - 東北銀行
    - 七十七銀行
    - きらやか銀行
    - 北日本銀行
    - 秋田信用金庫
    - 羽後信用金庫
    - あすか信用組合
    - 秋田県信用組合
    - 東北労働金庫
    - JAバンクあきた（県内13JAの信用事業各拠点）
- 公営企業収納代理店
  - 北都銀行（本店営業部に限る）

その他
- 商工組合中央金庫...2020年4月に、収納代理金融機関を返上
- 農林中央金庫

株式仲買人
- 野村證券
- SMBC日興証券
- 大和証券
- みずほ証券
- 荘内証券

県内に本拠を置く株式仲買人はない。荘内証券以外は秋田市に、荘内証券は横手市と由利本荘市に拠点がある。

## 生活・交通

### 警察
- 秋田県警察

### 交通
| ほとんどの区間は単線であり、秋田市内の一部区間を除いて毎時1本以下である。秋田市内の区間によっては並行している秋田中央交通の路線バスが本数的に圧倒的優位となっている。 - 東日本旅客鉄道 - 秋田新幹線 - 奥羽本線 - 羽越本線 - 北上線 - 五能線 - 男鹿線 - 田沢湖線 - 花輪線 - 秋田内陸縦貫鉄道 - 秋田内陸線 - 由利高原鉄道 - 鳥海山ろく線 - 羽後交通 - 秋北バス - 秋田中央交通 かつては秋田市交通局も路線バスを運行していたが、秋田中央交通への移管により廃止された。 | - 秋田空港（秋田市） - 国内線 - 日本航空 (JAL) - 東京国際空港 - 大阪国際空港 - 丘珠空港 - 全日本空輸 (ANA) - 東京国際空港 - 大阪国際空港 - 新千歳空港 - オリエンタルエアブリッジ (ORC) - 中部国際空港 - 国際線 - 大韓航空 (KE) - 仁川国際空港 - 大館能代空港（北秋田市） - 全日本空輸（ANA） - 東京国際空港 |

### 医療・福祉
災害拠点病院
- 秋田県災害拠点病院

保育所
- 秋田県保育所一覧

### 教育
大学
国立
- 秋田大学

公立
- 秋田県立大学
- 秋田公立美術大学
- 国際教養大学

私立
- 秋田看護福祉大学
- 日本赤十字東北看護大学
- ノースアジア大学

短期大学
私立
- 秋田栄養短期大学
- 聖霊女子短期大学
- 日本赤十字東北看護大学介護福祉短期大学部
- 聖園学園短期大学

通信制大学
私立
- 放送大学 秋田学習センター

高等専門学校
国立
- 秋田工業高等専門学校

専修学校
- 秋田県専修学校一覧

特別支援学校
- 秋田県特別支援学校一覧

高等学校
- 秋田県高等学校一覧

学校施設など
- 2004年（平成16年）から高等学校の一学区制が導入された。
- かつて私立高校だった秋田経済大学附属合川高等学校が組合立に移管され、北秋田市発足と同時に北秋田市立になる。2011年（平成23年）には秋田県に移管したあとに、北秋田市地区の4校を秋田県立秋田北鷹高等学校に統合した。
- 公立高校（県立・市立）は52校、私立高校は5校あり、私立のうち1校が女子校である。2000年代中盤より、他県では見られない『前期』『一般』『後期』の3つの選抜日程がある[55]。

中学校
- 秋田県中学校一覧

小学校
- 秋田県小学校一覧

幼稚園
- 秋田県幼稚園一覧

その他教育機関
職業能力開発短期大学校
- 秋田職業能力開発短期大学校

### マスメディア

#### 新聞
地方紙
- 秋田魁新報（県域）
- 北鹿新聞（鹿角市・鹿角郡・大館市・北秋田市・北秋田郡）
- 秋北新聞（北秋田市・北秋田郡）
- 北羽新報（能代市・山本郡）
- 秋田民報（大仙市・仙北市・仙北郡）

ブロック紙
- 河北新報（本社 : 仙台市）も青森・岩手との北東北版で発行され、取材拠点もある。

全国紙
- 読売新聞
- 朝日新聞
- 毎日新聞

ホームページで提供
- 秋田県南日々新聞（大仙市）[56]
- あきた北新聞（大館市）[57]

#### テレビ局
デジタルテレビ・県域FM局・補完FM局の親局送信所は、いずれも秋田市の大森山に置かれている。
民間放送局の本社はいずれも秋田市に置かれている。

秋田県はビデオリサーチによる視聴率調査が行われている都道府県の中で唯一JNN系列の放送対象地域外である。県境に近い地域で隣県の電波を受信できる地域、およびケーブルテレビの区域外再放送で隣県のJNN系列局を視聴している世帯がある。

NHK受信料支払率は、平成23年度末の初公表において全国トップの94.6%であった。
- NHK秋田放送局
- 秋田放送（ABS、NNN/NNS系列）
  - 通常時終夜放送実施
- 秋田テレビ（AKT、FNN/FNS系列）
- 秋田朝日放送（AAB、ANN系列）

※秋田県にはJNN系列局がないため、同県の同系列局による報道取材は主にIBC岩手放送が行っている（かつて、取材拠点として秋田支局を設置していた）。IBCが対応できない場合、宮城県の東北放送（TBC）が対応する。

#### CATV局
各ケーブルテレビ局では地域密着の独自番組を放送しているほか、隣県のJNN系列を再送信している。
- 秋田ケーブルテレビ (CNA)（秋田市など）…IBC岩手放送の再送信
- 大館ケーブルテレビ（大館市）…青森テレビの再送信
- 由利本荘市CATVセンター (ONT)（由利本荘市）…テレビユー山形の再送信

#### ラジオ局
- NHK秋田放送局（FM/AM）
- ABS秋田放送 (AM)
- エフエム秋田（JFN系列）

#### コミュニティ放送局
- FM765 秋田コミュニティー放送（秋田市）
- エフエム椿台（秋田市）
- FMゆーとぴあ（湯沢市）
- 横手かまくらFM（横手市）
- 鹿角きりたんぽFM（鹿角市）
- FMはなび（大仙市）
- ラジオおおだて(大館放送・大館市)

## 文化

### 方言
秋田方言は一般的には本土方言-東日本方言-東北方言-北奥羽方言に含められ、金田一春彦による案では、外輪方言に含められている。
秋田方言の語彙中で、共通語と異なるものは、かつて中央語で使われていたものが古語として残存したものと、中央以外で独自の発展をしたものがある。周辺の県と連続する分布のものも多い。現在では共通語と異なる語彙は衰退が激しく、急激に共通語に置き換えられつつある。
秋田方言の母音音素は、共通語より1つ多い、/a/ 、/i/ 、/u/ 、/e/ 、/ɛ/ 、/o/ の6つが認められる。子音音素は、共通語と同じであるが、共通語のカ行にあたる /k/ 、タ・テ・トにあたる /t/ 、チ・ツにあたる /c/ は語中で有声化（濁音化）して、それぞれ [ɡ] 、[d] 、[z] と発音される。サ行にあたる /s/ やパ行にあたる /p/ は有声化しない。

### 食文化
米どころであり、酒どころである。特に日本酒の消費量が多く、酒の飲み過ぎが多い。また雪国のため漬け物などの保存食が発達した一方、濃い味が好まれる影響もあり、ガンの死亡率は全国上位となっている。
- きりたんぽは、もともと県北の食文化であるが、現在は秋田の代名詞として有名となり、全県で食べられるようになった。きりたんぽ鍋の出汁の多くは比内地鶏（天然記念物比内鶏の改良品種）で取っている。
- 魚はハタハタを大量に消費し、一時は絶滅寸前まで追い込んだが（1980年代後半ごろ - 2000年代前半ごろ）、禁漁や漁獲制限などを経て現在では資源が回復しつつあり、再び食卓に並ぶようになった。ハタハタの卵をブリコという。また、ハタハタの魚醤をしょっつるといい、鍋料理が有名。ハタハタをすしにした鰰寿司も祝の席などで食べられている。
- ほかに、とんぶりやじゅんさいなどの珍しい野菜も食べられている。一部の地域では納豆に砂糖を入れたり、赤飯にも多く砂糖を入れて作るなど甘みの多い味付けをする所もある（特に県南部で顕著である[要出典]）。ひきわり納豆の消費も多い。イナゴを佃煮などにして食べる食習慣もある。
- だまこもち
- 稲庭うどん - 日本三大うどんの1つ。
- 金萬 - 蜂蜜と卵を使用した白あんのまんじゅう。「株式会社 金萬」が製造。（都まんじゅうを参照）
- ババヘラ - 主に露店販売される氷菓。夏になると、幹線道路沿いなどでババヘラの露店を多数見かけることができる。
- さしぼ - イタドリの新芽。山菜。水煮の缶詰も販売されている。
- さなづら
- もろこし
- バター餅

### 伝統工芸
経済産業大臣指定伝統的工芸品
- 川連漆器（漆器、1976年）
- 樺細工（木工品、1976年）
- 大館曲げわっぱ（木工品、1980年）
- 秋田杉桶樽（木工品、1984年）

伝統工芸品

### 民俗芸能
- 大日堂舞楽（鹿角市） ユネスコ無形文化遺産
- 保呂羽山の霜月神楽（横手市） 重要無形民俗文化財
- 秋田民謡
- 秋田万歳

### 祭り
| - なまはげ（男鹿市） - 竿燈（秋田市） - ヤートセ秋田祭（秋田市） - 横手の雪まつり（横手市） - かまくら - アメッコ市（大館市） - 犬っこまつり（湯沢市） - 綴子大太鼓（北秋田市） | - 七夕絵どうろうまつり（湯沢市） - 能代役七夕（能代市） - 西馬音内の盆踊（羽後町） - 花輪ばやし（鹿角市） - 毛馬内の盆踊（鹿角市） - 刈和野の大綱引き（大仙市） - 梵天まつり（県内各地） - 土崎港曳山まつり（秋田市） | - 送り盆まつり（横手市） - 全国花火競技大会（大仙市） - 角館のお祭り（仙北市） - 上桧木内の紙風船上げ（仙北市） - 六郷のカマクラ行事（美郷町 国の重要無形民俗文化財） - ドンパン祭り（大仙市） - へそまつり（秋田市） |

### スポーツ
- ブラウブリッツ秋田 男子サッカー（Jリーグ）
- 秋田ノーザンハピネッツ 男子バスケットボール（Bリーグ）
- プレステージ・インターナショナル アランマーレ 女子バスケットボール（バスケットボール女子日本リーグ）
- 秋田ノーザンブレッツ ラグビー（トップイーストリーグ1部）
  - 秋田ノーザンブレッツプレアデス 女子7人制ラグビー
- TDK硬式野球部
- 北都銀行女子バドミントン部

## 観光

### 有形文化財建造物
重要伝統的建造物群保存地区
- 角館 （仙北市）
- 増田 （横手市）

## 対外関係
- 1982年  中国 甘粛省[61]。
- 2010年  ロシア 沿海州[62]

## 秋田県名誉県民
秋田県名誉県民の称号は、1981年（昭和56年）3月13日に制定された秋田県名誉県民条例（昭和56年3月13日秋田県条例第1号）に基づき、「秋田県の発展に卓絶した功績があり、県民が誇りとしてひとしく敬愛する者」へ贈られる（条例第1条）。対象者は「政治経済の発展、学術文化の振興、地方自治の振興、社会福祉の向上その他県民の福祉の増進に広く貢献した者」であり（秋田県名誉県民条例施行規則第2条）、秋田県知事が秋田県議会の同意を得て選定することが定められている（条例第2条）。名誉県民に選定された者には、秋田県名誉県民称号記と秋田県名誉県民章が贈呈される（条例第3条）。
| 受賞者氏名 | 職業           | 選定年月日     | 備考                 | 出典   |
| ---------- | -------------- | -------------- | -------------------- | ------ |
| 小畑勇二郎 | 政治家         | 1981年3月25日  | 元秋田県知事         | [ 65 ] |
| 山崎貞一   | 科学者・実業家 | 1989年9月25日  | 元TDK会長            | [ 65 ] |
| 日沼頼夫   | 医学者         | 1989年9月25日  | ウイルス研究での業績 | [ 65 ] |
| 明石康     | 国際連合職員   | 1993年9月30日  | 元国際連合事務次長   | [ 65 ] |
| 遠藤章     | 農芸化学者     | 2006年12月20日 | 文化功労者           | [ 65 ] |

## 秋田県県民栄誉章受章者
スポーツ・文化などの分野で顕著な業績をあげた個人・団体に秋田県県民栄誉章が贈られており、2018年10月までに19個人3団体が顕彰されている。